# Fischermühle (Lauterhofen)
Fischermühle ist ein Gemeindeteil des Marktes Lauterhofen im Landkreis Neumarkt in der Oberpfalz. Es handelt sich um eine Einöde mit zwei Häusern zwischen Brunn und Hansmühle.
Kirchlich gehört Fischermühle zur Pfarrei Lauterhofen im Dekanat Habsberg.
Am 1. Juli 1972 wurden Brunn mit Fischermühle, Hadermühle, Hansmühle, Inzenhof, Marbertshofen, Niesaß und Schweibach nach Lauterhofen eingemeindet während Bärnhof, Brünnthal und Mennersberg nach Kastl eingemeindet wurden.
Denkmalgeschützt ist ein altes Stauwehr, welches vermutlich aus dem 17. Jahrhundert stammt.